# تریومف ویتس
تریومف ویتس (Triumph Vitesse) خودرویی است که در سال‌های ۱۹۶۲–۱۹۷۱۵۱،۲۱۲ builtتولید شده‌است. وزن آن در حالت طبیعی ۲٬۰۷۲ پوند (۹۴۰ کیلوگرم) است. 
موتور آن ۱۵۹۶ سی‌سی سیستم جعبه‌دندهٔ آن دنده به صورت دستی است.